# Anna di Montafià
Anna di Montafià (Parigi, 25 luglio 1577 – Parigi, 17 giugno 1644) fu contessa consorte di Soissons.
Era figlia di Luigi, conte di Montafià, signore del Piemonte e principe di Carignano (†1577), e di Giovanna di Coesme (1560 – 1601), signora di Lucé e di Bonnétable.
Anna morì nel suo Hotel de Soisson a Parigi.

## Matrimonio e discendenza
Il 27 dicembre 1601 Anna sposò Carlo di Borbone, conte di Soissons (1566 – 1612), dal quale ebbe:
1. Luisa di Borbone, Mademoiselle de Soissons, andata sposa a Enrico di Orléans, Duca di Longueville
2. Luigi di Borbone, conte di Soissons, conte di Soissons, conte di Clermont e di Dreux, gran maestro di Francia
3. Maria di Borbone, contessa di Soissons, che sposò Tommaso Francesco di Savoia, Principe di Carignano
4. Carlotta-Anna di Borbone deceduta nel 1623 senza figli
5. Elisabetta deceduta in tenera età
6. Carlotta, badessa di Maubuisson, deceduta nel 1626.
7. Caterina, badessa di la Perrine[2].